# Russula subsect. Pascuinae
Russula subsect. Pascuinae ist eine Untersektion  aus der Gattung Russula, die innerhalb der Sektion Viridantes steht. Die Typart ist der Braune Gebirgs-Täubling (Russula pascua).

## Merkmale
Bei den Vertretern der Untersektion handelt es sich um relativ kleine Täublinge. Ihr mildes Fleisch hat meist einen typischen Fisch- oder Krabbengeruch, im Alter, bei Verletzung oder im Anschnitt gilbt oder bräunt es. Es reagiert mit Eisensulfat grün und mit Anilin rötlich bis orange. Das Sporenpulver ist cremefarben oder ocker. Die Sporen sind dornig oder warzig und kaum netzig. Von den anderen Herings-Täublingen unterscheiden sie sich in erster Linie durch ihren Standort, die Täublinge kommen in der alpinen Zone oberhalb der Baumgrenze (+ 2300 m) vor, wo sie mit Silberwurz, Krautweiden oder anderen Zwergweiden in symbiotischer Beziehung leben.
| Deutscher Artname       | Wissenschaftlicher Artname | Autor                                     |
| ----------------------- | -------------------------- | ----------------------------------------- |
| Brauner Gebirgstäubling | Russula pascua             | (F.H.Møller & Jul. Schäff.) Kühner (1975) |
| Dryas-Heringstäubling   | Russula oreina             | Singer (1938)                             |
| n/a*                    | Russula chamitae           | R.Kühner (1975)                           |
| n/a*                    | Russula nuoljae            | R.Kühner (1975)                           |
| n/a*                    | Russula felleicolor        | Bon & Jamoni (1993)                       |